# نوبورو أندو
نوبورو أندو (باليابانية: 安藤 昇) (24 مايو 1926 في اليابان - 16 ديسمبر 2015، طوكيو في اليابان)؛ منتج أفلام، مغني، ممثل وروائي ياباني. درس في جامعة هوساي.

## روابط خارجية
- نوبورو أندو على موقع IMDb (الإنجليزية)
- نوبورو أندو على موقع روتن توميتوز (الإنجليزية)
- نوبورو أندو على موقع ألو سيني (الفرنسية)
- نوبورو أندو على موقع أول موفي (الإنجليزية)
- نوبورو أندو على موقع قاعدة بيانات الفيلم (الإنجليزية)